# Newmont
Newmont Corporation er et amerikansk guldmineselskab med hovedkvarter i Greenwood Village, Colorado. Det er verdens største guldmineselskab. Foruden guld udvindes kobber, sølv, zink og bly. Virksomheden blev etableret i 1921 og ejer guldminer i Nevada, Colorado, Ontario, Quebec, Mexico, Dominikanske Republik, Australien, Ghana, Argentina, Peru og Surinam.
Newmont har omkring 31.600 ansatte.